# Yasushi Inoue

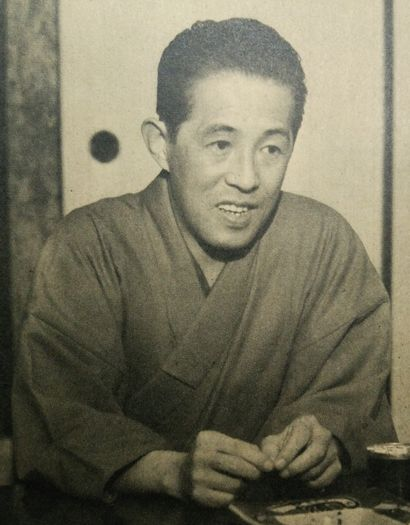
Yasushi Inoue

Yasushi Inoue (japanisch 井上 靖, Inoue Yasushi; * 6. Mai 1907 in Asahikawa, Hokkaidō; † 29. Januar 1991 in Tokio) war ein japanischer Schriftsteller.

## Leben
Yasushi Inoue wurde auf Hokkaidō geboren, wo sein Vater, ein Militärarzt, zeitweise stationiert war. Inoue verbrachte den größten Teil seiner Kindheit bei seinen Großeltern, die auf der Izu-Halbinsel lebten, nicht weit vom Berg Fuji. Inoue studierte in Kyūshū, dann in Kyōto, mit Abschlüssen 1935 in Kunst und Geschichte. Obwohl Inoue schon professionelle Anerkennung als Schriftsteller gefunden hatte, begann er als Journalist für Mainichi Shimbun zu arbeiten. Er schrieb eine Reihe von Jahren für die Zeitung, ausgenommen in der Zeit, als er als Soldat 1937 für einige Monate in Nordchina eingesetzt wurde.

### Frühe Werke
Nach Ende des Pazifikkriegs begann Inoue seine Karriere als Schriftsteller. Das Thema für seinen Roman Der Stierkampf (1949) fand er in der chaotischen Nachkriegsgesellschaft Japans. Der Roman wurde 1950 mit dem angesehenen Akutagawa-Preis ausgezeichnet. Ein gleichzeitiger Erfolg war sein kurzer Roman Das Jagdgewehr, der durch seine Erzähltechnik besticht: Ein einsamer Jäger legt dem Erzähler, motiviert von dessen vorher veröffentlichtem Gedicht Das Jagdgewehr, drei Abschiedsbriefe vor: von seiner Frau, seiner Geliebten und deren Tochter. Dem Leser offenbart sich die Geschichte eines Ehebruchs, einer verbotenen Liebe, die von Einsamkeit und emotionaler Kälte geprägt ist.
Inoue wurde zu einem der produktivsten und hochgeschätzten Autoren, der über verschiedene Themen und für alle Leserebenen schrieb. Sein Roman Schwarze Flut (1950) behandelt den mysteriösen Mord an einer prominenten öffentlichen Person und war Ausgangspunkt für eine Welle, soziale und politische Konflikte zu dramatisieren. Die Eiswand, eine Geschichte um ein Liebesdreieck, endet in einem plötzlichen Tod, als die zwei Verehrer eine alpine Wand besteigen. Die Eiswand wurde zunächst als Serie in einer Tageszeitung publiziert, sie gewann 1959 den Preis der Japan Art Academy.

## Historische und autobiografische Werke
Die bedeutendsten Werke Inoues sind historische und autobiografische Werke, meist leicht als Dichtung kaschiert. Das Tempeldach ist eine kunstfertige Rekonstruktion des Einsatzes japanischer und chinesischer Mönche, die sich im 8. Jahrhundert bemühten, den Buddhismus in Japan einzuführen. Andere Werke, die sich um Authentizität und Gradlinigkeit bemühen, sind Wind und Wellen (1963), ein ergreifendes Porträt der Kämpfe koreanischer Monarchen, ihr Land gegen die angreifenden Mongolen zu schützen, und Go-Shirakawa (1970), ein Porträt eines japanischen Kaisers, basierend auf Tagebüchern eines Untergebenen. Die Reise nach Samarkand (1968 bis 1969) verfasste Inoue in erster Linie als Historiker und Reisender. Er beschreibt die Vergangenheit und Gegenwart der alten Städte in Zentralasien und die sie verbindenden Karawanen-Routen. Die Erzählung Meine Mutter (1975) ist in Form traditioneller Aufzeichnungen gestaltet. Zu seinen letzten Werken gehört Konfuzius (Kōshi), 1987 bis 1989, das das Leben und Wirken des Konfuzius beschreibt.
Einsamkeit und zwischenmenschliche Beziehungen bestimmen viele seiner Werke, zu denen auch historische Romane, Essays und Gedichte gehören. Neben vielen anderen Literaturpreisen, mit denen sein Werk ausgezeichnet wurde, wurde er 1976 als Person mit besonderen kulturellen Verdiensten geehrt und dann vom Kaiser mit dem Kulturorden ausgezeichnet. 1985 war Inoue Gast des West-Berliner Horizonte Festivals (Horizonte Festival der Weltkulturen: Nr. 3, 1985) zusammen mit Schriftstellern aus China, Japan, Indonesien und Taiwan.
Seit 1993 gibt es einen nach ihm benannten Literatur- und Kulturpreis sowie die Yasushi-Inoue-Gedenkstätte in seiner Heimatstadt. Seine Werke sind in viele Sprachen übersetzt worden. Filmbearbeitungen seiner Romane gibt es u. a. von Ōno Yasuko, M. Kazuo und Inagaki Hirosho. In Deutschland gehört er zu den meistgelesenen japanischen Autoren.
Nach Das Jagdgewehr schrieb der Komponist Thomas Larcher seine erste gleichnamige Oper, die bei den Bregenzer Festspielen 2018 unter der Regie von Karl Markovics uraufgeführt wurde. Das Libretto verfasste Friederike Gösweiner.

## Auszeichnungen
- 1950 – Akutagawa-Preis für Tōgyū (闘牛, dt. Stierkampf)
- 1961 – Noma-Literaturpreis für Yodo dono nikki (淀どの日記)
- 1964 – Yomiuri-Literaturpreis für Fūtō (風濤)
- 1969 – Großer Preis für japanische Literatur für Oroshiyakoku suimutan (おろしや国酔夢譚)
- 1976 – japanischer Kulturorden
- 1980 – Kikuchi-Kan-Preis
- 1984 – Asahi-Preis für seine langjährigen literarischen Leistungen und seine Verdienste um den internationalen Kulturaustausch
- 1986 – Ehrendoktor der Peking-Universität
- 1989 – Noma-Literaturpreis für Kōshi (孔子)

1969 wurde Inoue von Erich Ruprecht, Professor der Neueren Deutschen Literatur an der Philipps-Universität Marburg, für den Nobelpreis für Literatur vorgeschlagen.

## Werke (Auswahl)
- 1949 Ryōjū (猟銃, Novelle)
  - Das Jagdgewehr. Aus dem Japanischen von Oskar Benl. Frankfurt am Main : Suhrkamp, 1964, ISBN 978-3-518-41869-7.
- 1949 Tōgyū (闘牛, Der Stierkampf), Roman. Deutsch 1971, ISBN 3-518-37444-3.
- 1950 Kuroi ushio (黯い潮, Schwarze Flut), Roman. Deutsch 2000, ISBN 3-518-22334-8.
- 1950 Shi to koi to nami (死と恋と波と, Liebe, drei Erzählungen), drei Erzählungen. Deutsch 2000, ISBN 3-518-39829-6.
- 1952: Taki e oriru michi (滝へ降りる道, Der Weg zum Wasserfall). Aus dem Japanischen von Wilfriede Kontzi-Stierle. In: Hefte für Ostasiatische Literatur Nr. 20 (Mai 1996), iudicium Verlag, München 1996, ISBN 3-89129-343-7, S. 81–90.
- 1956 Hyōheki (氷壁, Die Eiswand), Roman. Deutsch 1968, ISBN 3-518-37051-0.
- 1957 Tenpyō no iraka (天平の甍, Das Tempeldach), Roman. Deutsch 1981, ISBN 3-518-01709-8.
- 1958 Rō-ran (楼蘭) 1958.
- 1959 Tonkō (敦煌, Die Höhlen von Dun-huang), Roman. Deutsch 1989, ISBN 3-518-38192-X.
- 1960 Aokiōkami (蒼き狼)
- 1962 Shirobanba (しろばんば, Shirobamba), Roman. Deutsch 1998, ISBN 3-518-22279-1.
- 1963 Yodo-dono nikki (淀どの日記)
- 1963 Yōkihiden (楊貴妃伝)
- 1963 Fūtō (風濤, Wind und Wellen), Roman
- 1965 Natsugusa fuyunami (夏草冬濤)
- 1965 Goshirakawain (後白河院)
- 1968 Oroshiya-koku suimutan (おろしや国酔夢譚, Der Sturm), Roman. Deutsch 1997, ISBN 3-518-39160-7.
- 1968 Nukatano-ōkimi (額田女王)
- 1969 Seiiki monogatari (西域物語, Reise nach Samarkand), Roman. Deutsch 1998, ISBN 3-518-41001-6.
- 1969 Kita no umi (北の海)
- 1977 Waga haha no ki (わが母の記, Meine Mutter), Erzählungen. Deutsch 1990, ISBN 3-518-38275-6.
- 1981 Hongakubō ibun (本覺坊遺文, Der Tod des Teemeisters). Roman. Deutsch, 2007, ISBN 978-3-518-41901-4.
- 1987 Kōshi (孔子)

## Verfilmungen
- 1954 Kuroi ushio (黯い潮), Film, 1954 (Regie: Yamamura Sō).
- 1958 Hyōheki (氷壁), Film, 1958 (Regie: Masumura Yasuzō).
- 1961 Ryōjū (猟銃), Film, 1961 (Regie: Heinosuke Gosho).
- 1975 Kaseki (化石), Film, 1975 (Regie: Kobayashi Masaki).
- 1969 Fūrinkazan (風林火山), Film, 1969 (Regie: Inagaki Hiroshi).
- 1980 Tenpyō no iraka (天平の甍), Film, 1980 (Regie: Kumai Kei).
- 1980 Aokiōkami (蒼き狼), Fernsehfilm, 1980 (Regie: Ōno Yasuko).
- 1988 Tonkō (敦煌), Film, 1988 (Regie: Satō Junya).
- 1987 Nukatano-ōkimi (額田女王), Fernsehfilm, 1987 (Regie: Nakajima Takehiro).
- 1989 Sen no rikyū hongakubō ibun (千利休 本覺坊遺文, Der Tod eines Teemeisters), Film, 1989 (Regie: Kumai Kei).
- 1992 Oroshiya-koku suimutan (おろしや国酔夢譚), Film, 1992 (Regie: Satō Junya).
- 1992 Fūrinkazan (風林火山), Fernsehfilm für Nihon Terebi, 1992 (Regie: Sugiyama Yoshinori).
- 2007 Fūrinkazan (風林火山), Fernsehserie für NHK, 2007 (Regie: Sugiyama Yoshinori).
- 2011 Waga haha no ki, Chronicle of My Mother (わが母の記), Film, 2011 (Regie: Harada Masato).

## Hörspielbearbeitungen
- 1965: Das Jagdgewehr – Bearbeitung, Regie und Sprecher des Dichters Gert Westphal (RIAS Berlin)[3]
- 1967: Das Jagdgewehr – Bearbeitung und Regie: Klaus Gmeiner (ORF Salzburg)[4]

## Rezensionen
- Steffen Gnam: Lesen und Tee trinken. In: FAZ, 4. Mai 2007
- Leopold Federmair: Der Jäger als Menschenfreund (Seite nicht mehr abrufbar, festgestellt im Mai 2017. Suche in Webarchiven). In: NZZ, 4. Mai 2007